# Boncourt (Svizzera)
Boncourt (toponimo francese; in tedesco Bubendorf, desueto) è un comune svizzero di 1 225 abitanti del Canton Giura, nel distretto di Porrentruy.

## Monumenti e luoghi d'interesse

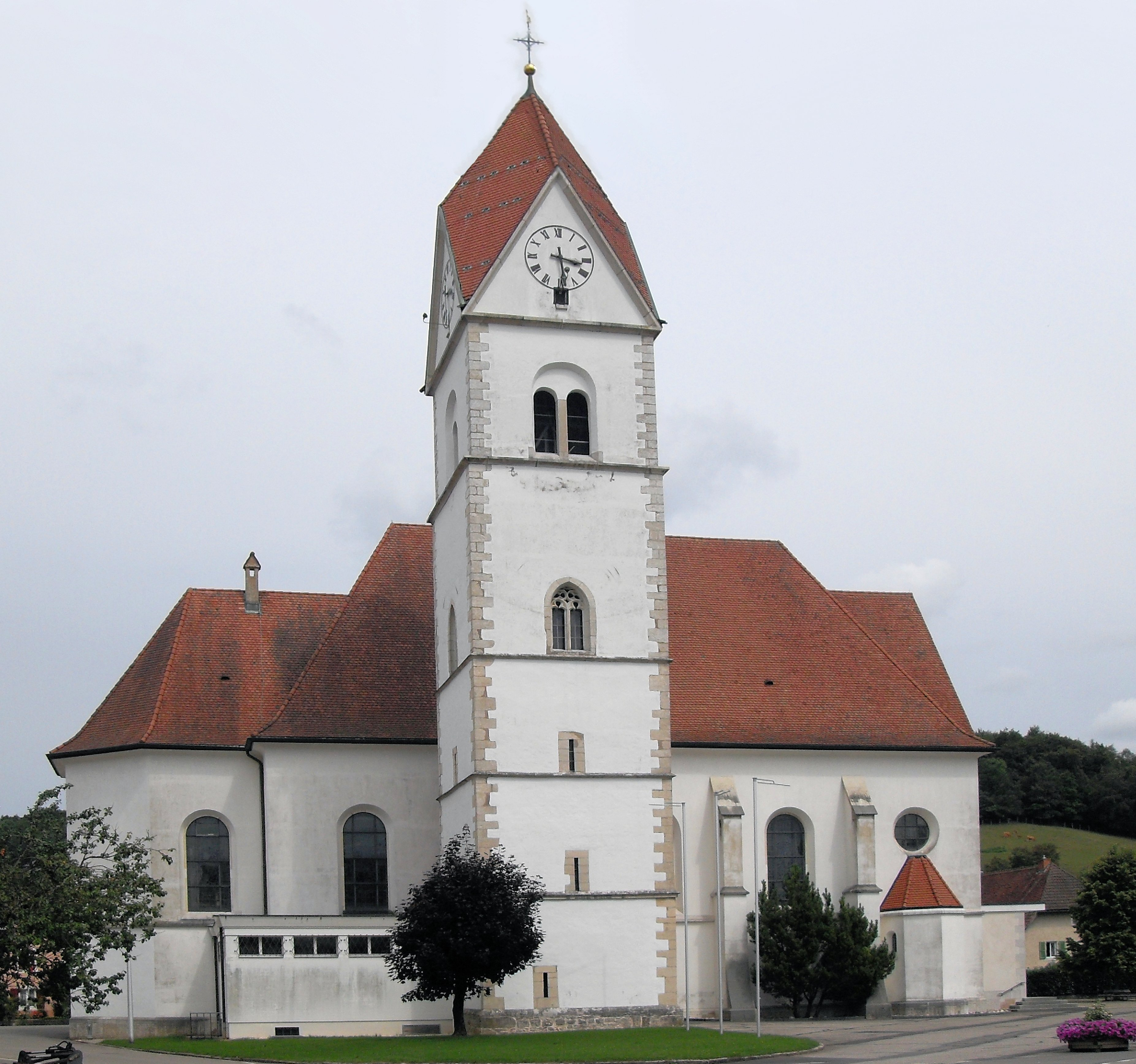
La chiesa dei Santi Pietro e Paolo

- Chiesa cattolica dei Santi Pietro e Paolo, eretta nel XIII secolo[1];
- Torre del castello di Milandre, eretto nel XIII secolo[1];
- Grotte di Milandre[1].

## Società

### Evoluzione demografica
L'evoluzione demografica è riportata nella seguente tabella:
Abitanti censiti

## Infrastrutture e trasporti

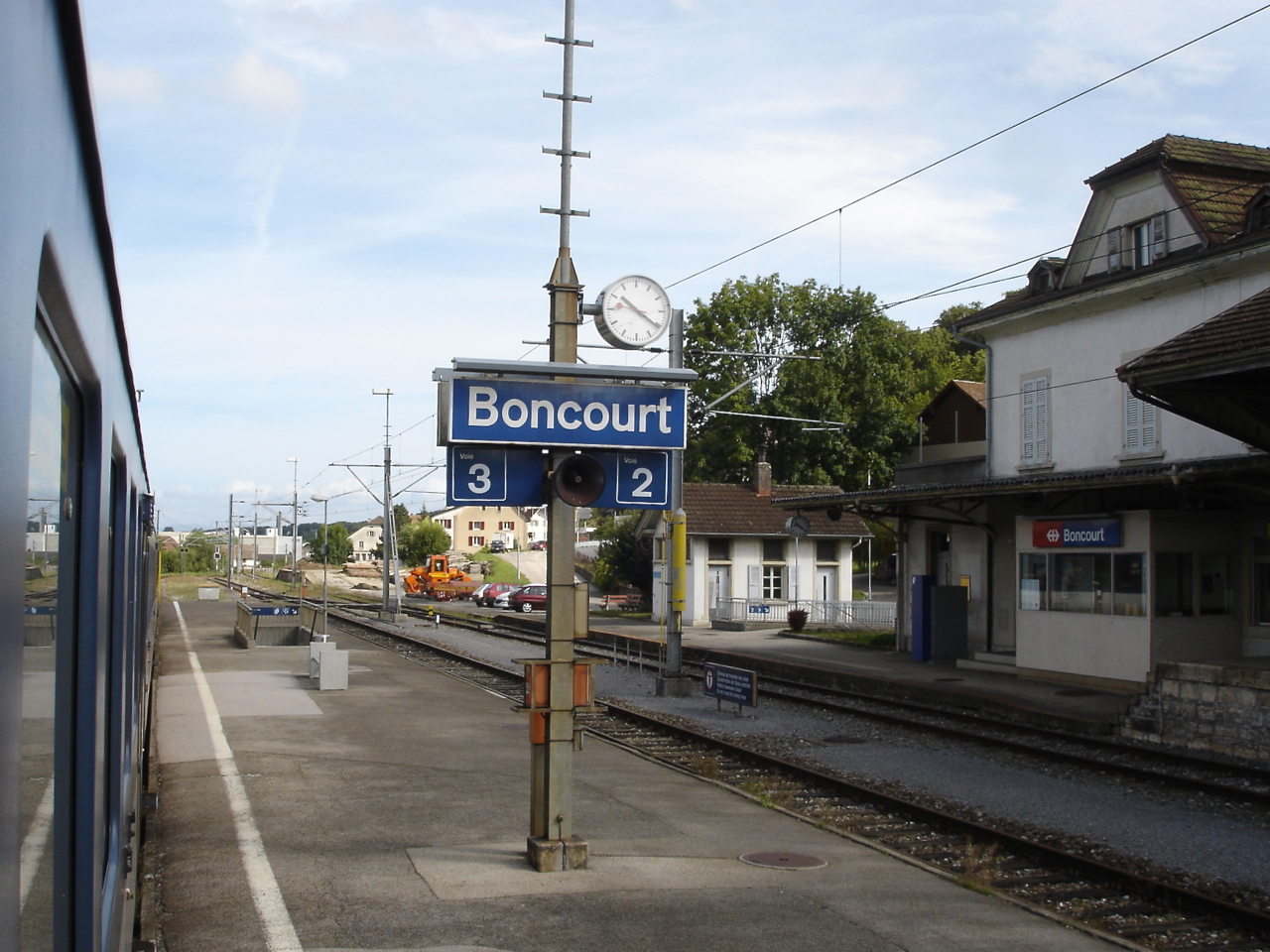
La stazione di Boncourt

Boncourt è servito dall'omonima stazione sulla ferrovia Delémont-Delle.

## Amministrazione
Dal 1836 comune politico e comune patriziale sono uniti nella forma del commune mixte.

## Sport
A Boncourt ha sede la squadra di pallacanestro Basket Club Boncourt.